# Живот и дани Тандерболт Кида
Живот и дани Тандерболт Кида (енгл. The Life and Times of the Thunderbolt Kid) су мемоари чији је аутор амерички писац Бил Брајсон. Настали су као преглед пишчевог живота од његовог одрастања током 50-их и 60-их година ХХ века у родном Де Мојну у Ајови, преко критике Америчког живота тог доба. Такође, у књизи се открива позадина приче од његовом пријатељу Стивену Кацу, који се спомиње у неким другим делима. Наслов мемоара инспирисан је Брајсоновим алтер-егом из детињства.